# Gérard Ier (évêque de Séez)
Pour les articles homonymes, voir Gérard Ier.
Gérard (Girardus) est un évêque de Sées du XIe siècle.

## Biographie
Doyen du chapitre cathédral d'Évreux, Gérard est élu évêque de Séez en 1082 et sacré par Gilbert Fitz Osbern, évêque d'Évreux.
Il assiste aux funérailles de Guillaume le Conquérant en 1087 et ordonne en 1089 Raoul abbé de Saint-Martin de Sées.
En 1091, il se rend au siège de Courcy-sur-Dives pour mettre fin au conflit opposant Gilbert de l'Aigle et Robert de Bellême. Robert de Bellême menace son entourage. Un de ses pages retenu prisonnier ne doit sa vie qu'à la menace d'excommunication de l'armée entière pour le délivrer. Revenu malade, il meurt peu après le 23 janvier 1091. Il est inhumé dans la cathédrale Saint-Gervais.